# Lewis Redner
Lewis Henry Redner, född 15 december 1831 i Philadelphia i Pennsylvania, USA, död 28 augusti 1908 i Hotel Marlborough, Atlantic City, New Jersey, var en amerikansk musiker och kompositör, framför allt känd för att ha skrivit musik till julsången O Betlehem du lilla stad.
Redner arbetade i mäklarbranschen i Philadelphia och spelade orgel i fyra olika församlingar under sitt liv, bland annat under 19 år som organist i Church of the Holy Trinity i Philadelphia. Under denna tid tonsatte han Phillips Brooks text "O Little Town of Bethlehem" på julaftonen 1868. Sången framfördes redan dagen därpå.